# Финч, Пэм
Пэм Финч (англ. Pam Finch) — американская кёрлингистка.
В составе женской сборной США участница трёх чемпионатов мира (наивысшее занятое место — шестое). Трёхкратная чемпионка США среди женщин (1990, 1993, 1994).
Играла на позиции первого.
После завершения карьеры кёрлингиста работает на различных должностях в Ассоциации кёрлинга США (вплоть до вице-президента по маркетингу и операциям в 2002—2004) и кёрлинг-клубе Denver Curling Club (в том числе в 2008—2016 была президентом клуба).

## Достижения
- Чемпионат США по кёрлингу среди женщин: золото (1990, 1993, 1994).

## Команды
| Сезон   | Четвёртый      | Третий       | Второй       | Первый   | Запасной           | Турниры                        |
| ------- | -------------- | ------------ | ------------ | -------- | ------------------ | ------------------------------ |
| 1989—90 | Бев Бенке      | Дона Беннетт | Сьюзан Аншуц | Пэм Финч | Лиза Шёнеберг (ЧМ) | ЧСШАЖ 1990 · ЧМ 1990 (8 место) |
| 1992—93 | Бев Бенке      | Дона Беннетт | Сьюзан Аншуц | Пэм Финч |                    | ЧСШАЖ 1993                     |
| 1992—93 | Шэрон О’Брайен | Дона Беннетт | Сьюзан Аншуц | Пэм Финч | Кэти Фрэнковяк     | ЧМ 1993 (8 место)              |
| 1993—94 | Бев Бенке      | Дона Беннетт | Сьюзан Аншуц | Пэм Финч |                    | ЧСШАЖ 1994 · ЧМ 1994 (6 место) |

(скипы выделены полужирным шрифтом)